# Caroline De Haas
Caroline De Haas (Bourg-en-Bresse (Ain), 10 de septiembre de 1980) es una activista feminista, política francesa y consultora. En 2009 fue cofundadora de la asociación Osez le féminisme! organización de la que fue portavoz hasta 2011.

## Biografía
Caroline De Haas es hija de una pareja de médicos, su madre es ginecóloga y su padre médico generalista, presidente de la Federación francesa de las casas y puntos de salud. Tiene siete hermanos y hermanas. Estudió historia contemporánea en las universidades de Lyon-II y Nanterre, donde obtuvo una maestría en 2008.

### Activismo sindical y asociativo
Caroline De Haas ha crecido en una familia de activistas, su padre era activista en la profesión médica y su madre en el medio católico. Desde el comienzo de sus estudios militó en al seno de Amnistía Internacional, y en la Unión nacional de los estudiantes de Francia (UNEF) entre otras organizaciones solidarias. Durante el congreso de Lyon en 2003, fue elegida miembro de la ejecutiva del sindicato de estudiantes, primero tesorera y a partir de octubre de 2006 hasta 2009 secretaria general.
En 2009, fue cofundadora de la asociación Osez le féminisme ! y su portavoz hasta julio de 2011.
En abril de 2011, Caroline De Haas formó parte de las personas firmantes del manifiesto igualdad ahora!, cuarenta años después del manifiesto de las 343. En mayo de 2011 se posicionó sobre el caso Strauss-Kahn, declarando que "la manera en la que esta saga ha sido comentada en Francia por los medios de comunicación y las figuras políticas pone en luz un sexismo exacerbado del que conocemos su existencia".
En 2013, en reacción a la publicación de una petición firmada por « 343 salauds », defendiendo la libertad de utilizar los servicios de prostitutas, crea la web 343 connards, que permite enviar tuits a todos los firmantes de esta petición. En 2014, ella es también cofundadora de la web, Macholand, destinado a permitir a los internautas denunciar el machismo ambiental en los medios de comunicación o su medio ambiente cotidiano.
En los debates que siguen a las agresiones sexuales del año nuevo 2016 en Colonia, Caroline De Haas responde en un tuit así redactado : « Id a tirar vuestra mierda racista en otro lugar », a los que relacionan las agresiones son la llegada de migrantes en Alemania. Esta posición fue cuestionada por Élisabeth Badinter que acusó a las líderes del feminismo de dar prioridad a la denuncia contra el racismo antes que dar amparo a las mujeres a lo que De Haas responde que Badinter no ha participado a las manifestaciones de apoyo a las mujeres de Colonia.
En enero de 2018 fue una de las líderes feministas francesas que respondió al manifiesto publicado en Le Monde defendiendo "la libertad de importunar" y firmado por personalidades como la actriz Catherine Deneuve o la escritora Catherine Mille en contra del movimiento MeToo: “La violación es un crimen. Pero la seducción insistente o torpe no es un delito, ni la galantería una agresión machista” señalaba el manifiesto. Caroline De Haas fue una de las activistas feministas y políticas que lideró la respuesta en una editorial de France TV info denunciando que “usen de nuevo su visibilidad mediática para banalizar la violencia sexual” y acusándolas de “despreciar de facto a los millones de mujeres que sufren o han sufrido ese tipo de violencia”
En noviembre de 2018 fue impulsora del movimiento #NousToutes con la etiqueta #JeMarcheLe24 convocado a través de un manifiesto firmado inicialmente por 250 personalidades denunciando la violencia de género en Francia.

### Trayectoria política
Caroline De Haas milita en el seno del Movimiento de jóvenes socialistas después, en el Partido socialista. Fue responsable de prensa del portavoz del partido, Benoît Hamon hasta 2012.
Tras las elecciones presidenciales de 2012 y la creación de un ministerio de los Derechos de las mujeres en el gobierno Ayrault, Caroline De Haas fue nombrada consejera encargada de las relaciones con las asociaciones y de la lucha contra las violencias hacia las mujeres en la consejería de Najat Vallaud-Belkacem. Ocupó esta función durante un año en el cual fue la encargad de organizar y animar sesiones esenciales de sensibilización en las cuestiones de igualdad hombres-mujeres para los ministros del gobierno.
El 10 de abril de 2014 abandona el Partido socialista, estimando que la ausencia de debate y la política liberal del gobierno van en contra de sus convencimientos.
El mismo año Caroline De Haas es cabeza de lista en Isla de Francia en las listas "Feministas por una Europa solidaria" en las elecciones europeas de 2014. La lista obtiene 0,29 % de los sufragios expresados.
En enero de 2016 lanza con Elliot Lepers y Arnauld Champremier-Trigano la campaña "Primarias de izquierda" que tiene como objetivo organizar elecciones primarias para designar un candidato de izquierdas en las elecciones presidenciales de 2017. Poco después, el 18 de febrero de 2016 inicia con militantes sindicales la petición "Ley de Trabajo: no, gracias! contra la reforma del código de trabajo propuesta por la ministra Myriam El Khomri. Dos semanas más tarde, la petición recoge la cifra récord de más de un millón de firmas.
El 7 de septiembre de 2016 se convierte en la directora de campaña de Cécile Duflot, candidata a la primaria presidencial ecologista de 2016. Esta última está eliminada desde la primera vuelta del escrutinio.
Es candidata en las elecciones legislativas de 2017 en la decimoctava circunscripción de París apoyada por el PCF, EELV y Nouvelle Donne
El 11 de junio, fue eliminada en la primera vuelta del escrutinio de las legislativas. Obteniendo 13,57 % de los sufragios expresados y 7,39 % de los inscritos, llega en 4.a posición de 26 candidatos en empate, será batida en la segunda vuelta por Pierre-Yves Bournazel.

### Vida profesional
En junio de 2013 Caroline De Haas crea Egaé, de igual a igual, una agencia asesora en igualdad profesional y funda el grupo Egalis que reúne tres empresas consagradas a la igualdad mujeres hombres (Egaé, d'égal à égale, Équilibres et Autrement Conseil) del que es directora asociada. El grupo coanimael proyecto Expertes.eu destinado a mejorar la visibilidad de las mujeres en el espacio público y los medios de comunicación.

## Publicaciones
- Dir. con Séverine Lemière y Claire Serre-Combe, Mais qu'est-ce qu'elles veulent encore ! : manifeste des Féministes en mouvement, Paris, Les Liens qui libèrent, 2012, 107 p. (ISBN 978-2-918597-73-5, notice BnF no FRBNF42793797)

### Capítulos
- En Valérie Haudiquet, Maya Surduts et Nora Tenenbaum (dir.), Une conquête inachevée, le droit des femmes à disposer de leur corps, Pars, Syllepse, 2008, 182 p. (ISBN 978-2-84950-14-81) (notice BnF no FRBNF41203380) (présentation en ligne)
- En Marie-Pierre Vieu (dir.), Gauche, ne plus tarder, Paris, Arcane 17, 2014, 93 p. (ISBN 978-2-918721-40-6) (notice BnF no FRBNF44226766)